# Europameisterschaften 1922
Als Europameisterschaft 1922 oder EM 1922 bezeichnet man folgende Europameisterschaften, die im Jahr 1922 stattfanden:
- Eishockey-Europameisterschaft 1922
- Eiskunstlauf-Europameisterschaft 1922
- Ruder-Europameisterschaften 1922